# Cornufer bufonulus
Espèce
Synonymes
- Platymantis bufonulus Kraus & Allison, 2007

Statut de conservation UICN

 DD  : Données insuffisantes
Cornufer bufonulus est une espèce d'amphibiens de la famille des Ceratobatrachidae.

## Répartition
Cette espèce est endémique de Nouvelle-Bretagne en Papouasie-Nouvelle-Guinée. Elle se rencontre de 510 à 850 m d'altitude dans les monts Nakanai.

## Publication originale
- Kraus & Allison, 2007 : Two new species of Platymantis (Anura: Ranidae) from New Britain. Zootaxa, no 1485, p. 13-32.